# Ponte a u Larice d’Altiani
Le Ponte a u Larice d’Altiani, localement appelé « pont'à u large » ou « pont'à u laricciu » (littéralement pont du pin laricio), est un pont génois à trois arches du XIVe siècle sur le Tavignano, en Haute-Corse. Il est classé monument historique sous le nom de « Pont génois sur le Tavignano », et répertorié sur les documents touristiques comme le « Pont d'Altiani ».

## Description
C'est un pont génois à trois arches du XIVe siècle sur le Tavignano, dit familièrement « pont d'Altani ». Avec son état caractéristique typique d'une architecture de style Louis XVI, le pont date de l'élargissement effectué par l'intendant Boucheporn. 
Ses arches sont en plein-cintre, appareillées en claveaux de schiste. L'édifice comporte un tablier à « dos-d'âne » et des parapets. La présence de frise d'arcades souligne l'appareil extérieur des parapets. Des refuges pour piétons sont aménagés au droit des piles. Ses piles massives sont protégées d'amples éperons, et renforcées au-delà des becs par de larges bandes de pierres formant renfort et rempart.

## Histoire
Sur le territoire de la commune d’Altiani se trouve un petit complexe monumental qui comprend une église, un pont et une maison de petites dimensions. Le site se trouve le long du Tavignano, à l’embranchement pour Altiani, le Bozio et la Rogna, sur l'ex-route nationale 200, entre Aléria et Corte.
La réalisation du pont au XIIIe siècle, remplacé un siècle plus tard, en l'endroit où se situe l’embranchement pour Altiani et Piedicorte-di-Gaggio, s'explique par un passage à l'époque obligatoire, en particulier pour les troupeaux transhumant entre piaghja e muntagna (plage et montagne). 

« le ponte a u Larice et l’embranchement pour Altiani et Piedicorti étaient un passage obligatoire en particulier pour les troupeaux transhumant entre piaghja e muntagna. »

— Philippe Pergola in Orientations nouvelles pour l’histoire socio-culturelle, économique et politique de la corse du Moyen Âge
Dans les volumes Les églises romanes de Corse, Geneviève Moracchini-Mazel rapporte que l'église San Ghjuvanni du Ponte a u Larice a remplacé la première Pieve du VIe siècle-VIIe siècle, qui se situait à quelques centaines de mètres de là, abandonnée au courant du Xe siècle, et qui aurait été remplacée immédiatement, par l’église San Ghjuvanni actuelle.
Le vieux pont date du XIVe siècle, du temps de l'occupation génoise de la Corse. En 1600, la nouvelle église S. Ghjuvanni a pu reprendre certaines des attributions de l’ancien système, en ce qui concerne la fonction cimetiériale et celle du contrôle des axes de communication.

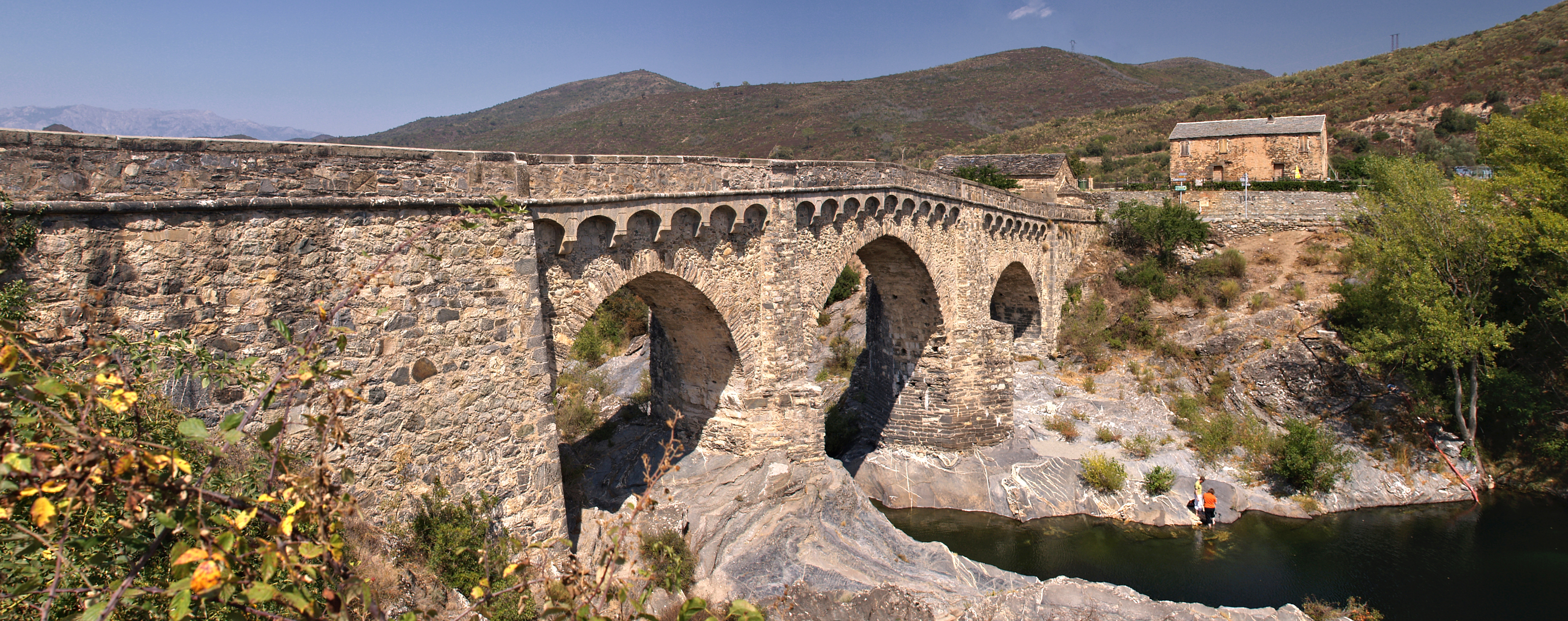
Le pont génois de la RN 200 vue de l'aval depuis la rive Sud.

Le pont actuel, situé au même emplacement, date de la fin du XVIIe siècle : au cours de l'hiver 1697, une crue exceptionnelle avait emporté le vieux pont construit en schiste noir et formant un ensemble avec la chapelle San Ghjuvanni Battista. Le gouverneur Ambroggio Imperiale ordonna de procéder immédiatement à la reconstruction du pont. Le 9 février 1698, un contrat est passé avec les « maîtres » Silvestro Ricci, Bernardo Verina, Matteo Vacca et Simone Giannettini qui s'engagent à terminer le nouveau pont dans l'année, suivant le plan et les instructions prescrits par le contrat. Le pont subit des modifications importantes. Sa structure demeure celle de 1698, elle-même reprise sur celle d'origine ; mais des travaux réalisés en 1780 ont permis d'élargir le tablier du pont, selon une même méthode employée pour les ponts de Corte, Ponte-Novo, Ponte-Leccia, Ponte-Francardo.
Selon les termes du contrat, les « maîtres » devaient respecter le plan et les instructions prescrits : « les murs des flancs du pont devaient être construits en pierres de grand appareil, taillées sur leur face apparente et être longs de 174 palmi, hauts de 17,5 palmi et épais de 2,5 à 3 palmi. Entre ces deux murs, le remplissage serait fait de bonnes pierres noyées dans la chaux. Chaque arche comporterait 9 clés de fer. Le parapet devait  avoir une hauteur de 1 à 3 palmi. Enfin, le pont devait être pavé sur toute sa longueur ».

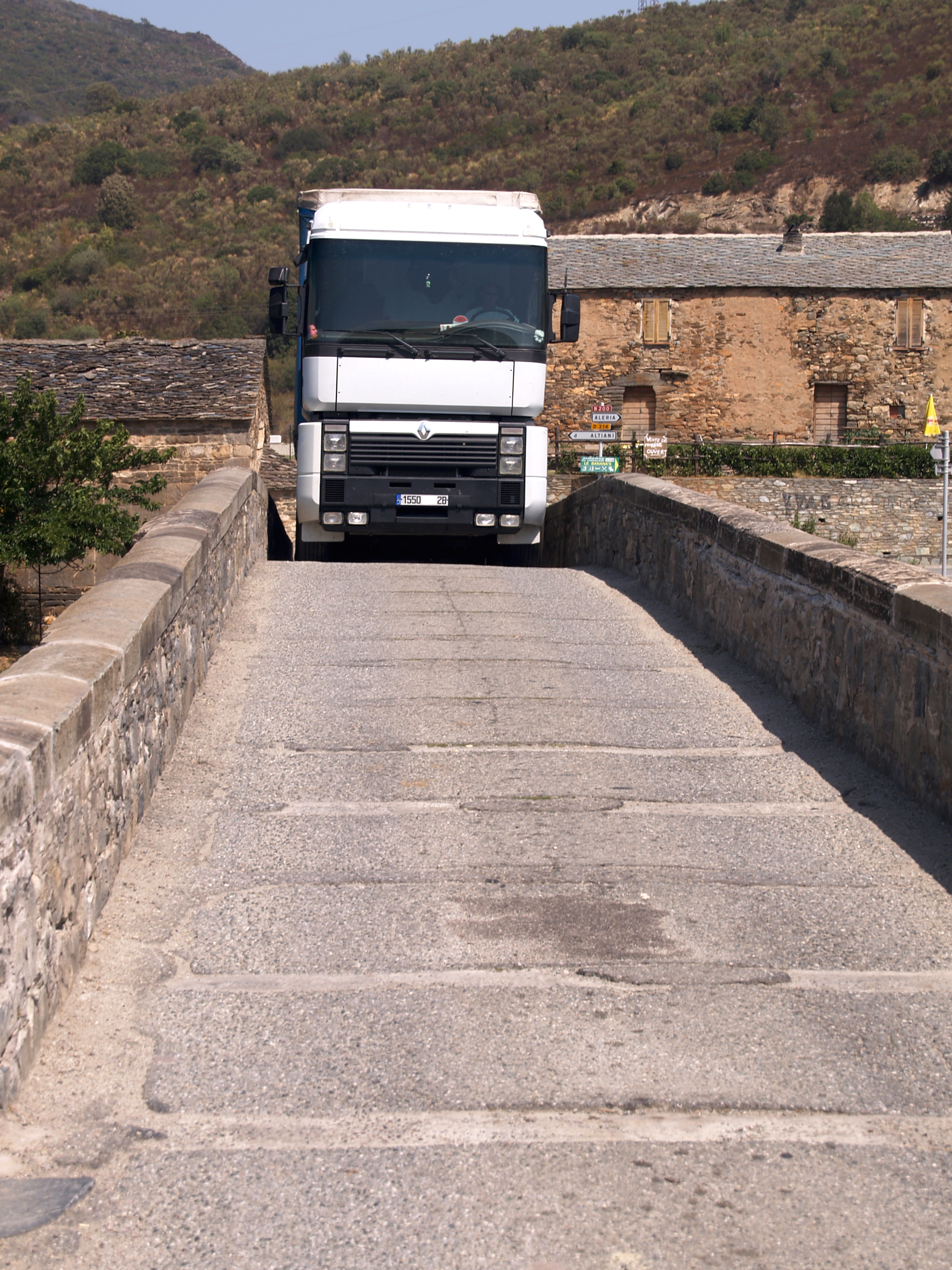
PL sur le pont.

L'édifice figurait sur le plan terrier dressé en 1777.
Élargi par les Français en 1780, il servit jusqu'en 2011, date de la mise en service du nouveau pont plus adapté au trafic moderne.
L'ouvrage était utilisé pour la circulation routière et emprunté par la Route nationale 200. Avec une seule voie, il provoquait un étranglement avec une circulation alternée sans feux tricolores. Le trafic devenant de plus en plus important, il se dégradait lentement. Afin de le préserver, un nouveau pont a été mis en service le 11 juillet 2011 et le remplace en aval.

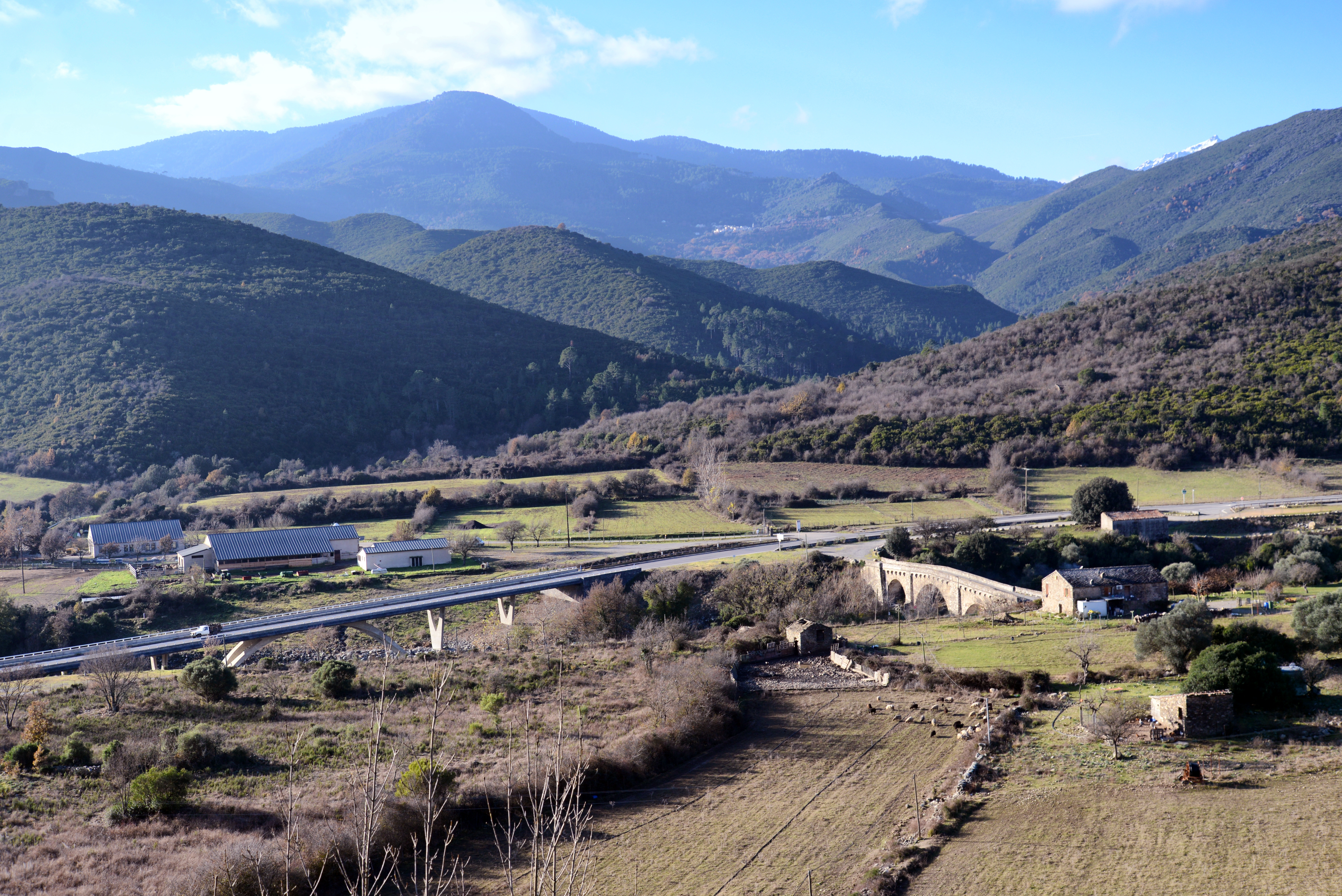
Le nouveau pont d'Altiani.